# حب

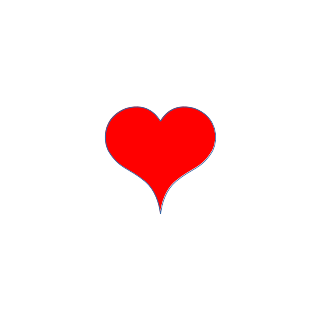
صورة تمثل شعار الحب.

الحُب يشمل مجموعة من المشاعر الإيجابيّة والحالات العاطفية والعقلية عميقة الأثر، تتراوح بين أسمى الأخلاق الفاضلة وأبسط العادات اليوميَّة الحسنة. فمثلًا، يختلف حب الأم أو الأخت عن حب الزوج أو عن حب الطعام. لكن غالبًا ما يشير الحب إلى شعور الانجذاب القوي والتعلُّق العاطفي بالشخص.
أحياناً يُعبِّر الحب عن الفضائل الإنسانيَّة التي تتمثَّل بالتعامل الحسن ومشاعر الإيثار والغيريَّة والعمل على سعادة الآخرين وتحقيق الخير العام، كما يمكن أن يصف التعامل العاطفي مع بقية البشر أو الحيوانات أو حتى النفس.
يعدّ الحب بأشكاله المختلفة أساس العلاقات الشخصية بين البشر، وبسبب أهميته النفسية يعدُّ واحداً من أكثر الموضوعات شيوعاً في الفنون الإبداعية، ويُفترض عادةً أنَّ وظيفة الحب أو غايته الرئيسيَّة الحفاظ على النوع البشري من خلال التعاون معاً ضدَّ الصعاب والمخاطر والمحافظة على استمرار النوع.
حدَّد فلاسفة الإغريق خمسة أنواع من الحب: حب العائلة، حب الصديق، الحب الرومانسي، حب الضيف، حب الإله، فيما ميَّز مؤلِّفون معاصرون أنواعاً أخرى من الحب مثل: الحب دون مقابل، الحب إلى درجة الوله والافتتان، حب الذات، حب التملُّق، نجد أيضاً في الثقافات الآسيوية أسماء وصفات مختلف للحب كحب الكلّ، حب الإله كوسيلة للخلاص، العشق وغيرها من المعاني والصفات المستخدمة في دول الشرق وحضاراته المختلفة، للحب أيضاً معانٍ دينيَّة وروحانيَّة مختلفة وهذا التنوع الكبير في الاستخدامات والمعاني لمصطلح الحب يجعل من الصعوبة بمكان تحديد معنى الحب بشكل ثابت ودقيق مقارنة بالحالات والمشاعر العاطفيَّة الأخرى.

## التعريف
قد يشير مصطلح الحب إلى مجموعة متنوعة من المعاني المتشابهة ولكن في سياقات مختلفة، تستخدم العديد من اللغات الأخرى كلمات مختلفة للتعبير عن مفاهيم أو معاني تشبه كلمة حب بالإنكليزية، وفي بعض اللغات كاليونانية كما ذكرنا سابقاً أكثر من مصطلح يشير لنفس المعنى، وقد تكون الاختلافات الثقافية بين حضارة وأخرى ولغة وأخرى هي التي تمنع وضع تعريف عالمي موحَّد لهذه الكلمة.
إنَّ طبيعة أو جوهر الحب هو موضوع نقاش متكرِّر وواسع النطاق، ويمكن توضيح أو تحديد الجوانب المختلفة للكلمة من خلال تحديد نقائض أو متضادات الحب، فالحب يتناقض مع الكراهية لأنَّه تعبيرٌ عام عن المشاعر الإيجابيَّة، ويتناقض مع الشهوة الجنسية لأنَّه شعور رومنسي عاطفي وليس جسدي، ويتناقض الحب أحياناً مع الصداقة رغم أنَّ كلمة حب عادةً ما تطبَّق على الصداقات الوثيقة.
يشير الحبُّ عادةً إلى تجربة أو شعور شخصي تجاه شخص آخر وغالباً ما يرتبط الحب بمفهوم رعاية شخص أو شيء والاهتمام به، بالإضافة للإختلافات بين الثقافات في فهم الحب أو تعريفه تغيَّرت الأفكار حول الحب أيضاً وبشكلٍ كبير مع مرور الزمن فبعض المؤرِّخين يرجعون المفاهيم الحديثة للحب الرومانسي إلى أوروبا خلال وبعد العصور الوسطى على الرغم من وجود مفاهيم الرومانسيَّة في الشعر الكلاسيكي القديم.
```
غالباً ما تقلِّل الأمثال والحكم الفكريَّة الشائعة التي تتحدَّث عن الحب أو تصفه من طبيعته المُعقَّدة والمجرَّدة، ومن أشهرها: «الحب ينتصر» لفيرجيل، «كل ما نحتاجه هو الحب» للقديس 
توما الأكويني
، أو كما وصفه 
أرسطو
: الحب هو إرادة الخير للآخر،
[
12
]
 ويقول برتراند راسل إنَّ الحب هو قيمة مطلقة وليست نسبيَّة،
[
13
]
 ومن جهته يصف الفيلسوف غوتفريد لابينز الحب بأنَّه السعادة والرضى الذي نحصل عليه بسعادة شخص آخر،
[
14
]
 في حين يُعرِّف عالم الأحياء جيريمي غريفيث الحب بأنَّه الإيثار غير المشروط.
[
15
]
```

## الحب غير الشخصي
يمكن أن يقال أنَّ الناس يحبون الأشياء والمبادئ والأهداف التي يؤمنون أو يلتزمون بها بشدَّة، ومن هنا يبرز حب المنتمين لهذه المبادئ والأهداف والعاملين في سبيل تحقيقها وهذا مثال عن الإيثار والحب غير الشخصي الناتج عن القناعات الدينيَّة والسياسيَّة والفكرية القوية، يمكن للبشر أيضاً أن يحبِّوا الأشياء الماديَّة والجمادات والحيوانات وقد يصل الأمر للشغف الجنسي بهذه الأشياء وهو ما يعرف بالبارافيليا في علم النفس، من الأمثلة الشائعة أيضاً أنَّ البشر يحبون الحياة بحد ذاتها.

## الحب بين الأشخاص

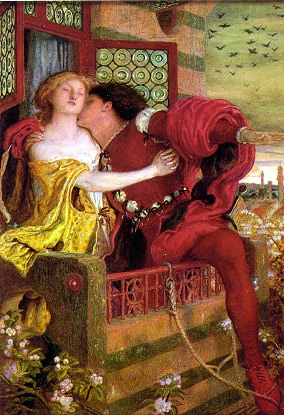
روميو وجولييت لوحة مادوكس فوكس براون 1867

### الأساس البيولوجي للحب
تميل التصوُّرات البيولوجيَّة إلى اعتبار الحب أو الجنس حاجة ضرورية للحيوانات مثل الحاجات الأساسية الأخرى كالجوع والعطش. تقسم عالمة السلوك البشري هيلين فيشر شعور الحب إلى ثلاث مراحل متداخلة: الشهوة والانجذاب والتعلُّق، فالشهوة هي الشعور بالرغبة الجنسية, أمَّا الانجذاب فهو تحديد واختيار الشركاء الذين يبدون مناسبين, والتعلَّق هو قضاء الوقت والإقتراب من الشريك المختار وما ينتج عن ذلك من مشاعر السلامة والأمان. وفي هذا الخصوص يُعتقد أنَّ النواقل العصبية في الجسم تلعب الدور الأساسي في الأنماط السلوكية الثلاثة.
إنَّ الشهوة الجنسيَّة هي المُحرِّض العاطفي الاساسي الذي يشجع على التزاوج، وأثناء حدوثها يتمُّ إطلاق العديد من المواد الكيميائيَّة الهامة «هرمونات» مثل التستسترون والأستروجين وعادةً ما تدوم تأثيرات هذه الهرمونات لفترات زمنية قصيرة لا تتجاوز بضعة أسابيع، أشارت العديد من الدراسات الحديثة إلى أنَّ الدماغ البشري ينتج العديد من النواقل العصبية الكيميائية أثناء فترة الحب مثل الدوبامين والنورإبينفرين والسيروتونين، هذه النواقل العصبية تُحفِّز مراكز المتعة في الدماغ بصورة مشابهة لما تفعله بعض العقاقير المُنشِّطة مثل الأمفيتامين، من التاثيرات الجانبية لهذه النواقل العصبية زيادة معدل ضربات القلب وفقدان الشهية للطعام وقلة النوم وقد تستمر هذه المرحلة لعدة سنوات في بعض الحالات.
عموماً تعتبر مرحلتا الشهوة والانجذاب قصيرتان نسبيَّاً ومؤقتتين وهنا تبرز الحاجة إلى مرحلة ثالثة طويلة الأمد تعزِّز العلاقات الدائمة لسنوات أو عقود وهذه المرحلة هي التعلُّق، يعتمد التعلُّق عمومًا على التزامات مثل الزواج والأطفال أو على الصداقة المبنيَّة على أساس اهتمامات المشتركة، وقد تمَّ ربط التعلُّق بوجود مستويات أعلى من بعض المواد الكيميائية كالأوكسيتوسين والفازوبريسين بشكل أكبر من العلاقات قصيرة الأمد ، في إحدى الدراسات ذكر إنزو إيمانويل وزملاؤه أنَّ عامل النمو العصبي NGF يوجد بمستويات عالية عندما يقع الناس في الحب لأول مرة، ولكنَّه يعود إلى مستوياته الطبيعية السابقة بعد عام واحد تقريباً.

### علم الأعصاب والوقوع في الحب
تشير الدراسات الحديثة وكهرباء الدماغ إلى أن الافتتان يؤثر بقوة في مناطق الدماغ البشري المسؤولة عن الغرائز، ما يبين أن «الشعور»، الذي يشار إليه عمومًا باسم الحب (بمعنى الولع أو لهفة الحب الأولى) في ارتباطه الكيميايئ الحيويي. على اتصال قوي مع الغرائز البيولوجية.
في بعض الأحيان تدوم الآثار التي تترافق في الغالب مع الحب (الولع، اللهفة، الافتتان) أيضًا على عمليات الغدد الصم العصبية التي تكمن وراء هذه الظاهرة وتشكل أصلها، والتي يجب البحث عنها في النشاط الجنسي، والذي بدوره يخضع كثيرًا للسيطرة على الغدد الصم العصبية في الدماغ البيني. أخيرًا وليس آخرًا، تلعب المواد الأفيونية الداخلية للفص النخامي دورًا في هذا المجال.
إذا وقع شخص ما في الحب، فإن العديد من أشباه الكيميائيات (semiochemical) تسبب شعور بالابتهاج (الدوبامين) والإنفعال والإستثارة (الأدرينالين) ومشاعر السعادة والغبطة العميقة (الإندورفين والكورتيزول) بالإضافة إلى زيادة الرغبة الجنسية (نقص هرمون التستوستيرون في الرجال، زيادة النساء). بالمقابل، الأوقات التي لا يكون المرء مع الشخص المحبوب يمكن أن تشعر بأنها مؤلمة للغاية لدرجة اليأس.
كذلك تُفرز العطور الجنسية (الفيرومونات) بشكل متزايد. من ناحية أخرى، ينخفض مستوى السيروتونين بشكل حاد، مما يجعل حالة الوقوع في الحب عند هذه النقطة مشابهة للعديد من الإضطرابات النفسية. هذا يساهم في كون العشاق في حالة تشبه حالة كون الإنسان «ليس في كامل قواه العقلية» مؤقتًا ويمكنه القيام بأفعال غير عقلانية ومتهورة. بعد مرور بعض الوقت (بضعة أشهر)، يعتاد الجسم على هذه الجرعات وبالتدريج (وفقًا لمنظمة الصحة العالمية بحد أقصى بعد 24 إلى 36 شهرًا) ينهي الدماغ حالة «تسمم الحس» هذه.

### الأساس النفسي للحب
يُصور علم النفس الحب كظاهرة اجتماعية، صاغ عالم النفس روبرت ستيرنبرغ نظرية تقول بأنَّ الحب يرتكز على ثلاثة مكونات مختلفة: الارتباط والعلاقة الحميميَّة، الالتزام، الانجذاب الجنسي والعاطفي، في العلاقة الحميمة يتقاسم الشريكان في الثقة وتفاصيل الحياة الشخصية المختلفة، أمَّا الالتزام هو محاولة استمرار العلاقة وديمومتها، إنَّ أي نوع من أنواع الحب يجب أن يشمل واحداً من المكونات الثلاثة السابقة على الأقل.
تمَّ تطوير العديد من النظريَّات التي تُفسِّر العلاقات والترابط بين البشر في السنوات الأخيرة، البعض يقسم الناس لنوعين النرجسيِّين أو المتميِّزين بالإيثار، بدوره يؤكِّد الباحث في علم النفس التطبيقي سكوت بيك في أعماله أنَّ الحب هو الاهتمام بالجانب الروحي للشريك ويصف الحب بأنَّه عمل أو نشاط وليس مجرَّد شعور.
وكذلك فعل عالم النفس إيريك فروم في كتابه «فن المحبة» عندما أكَّد أنَّ الحب هو أفعال وليس شعور سطحي مجرَّد، لأنَّ المشاعر الناتجة عن الحب تدفع المرء للالتزام بسلسلة من الأفعال. وفي النهاية يخلص فروم إلى أنَّ الحب ليس شعور بل هو التزام، ويصف فروم الحب بأنَّه اختيار إرادي واعي رغم أنَّه قد ينشأ في مراحله الباكرة كشعور غير إرادي ولكن مع استمرار الحب وتطوُّره سيعتمد على الالتزام الواعي الإرادي ولن يعتمد على المشاعر فقط.

### الأساس التطوُّري للحب
حاول علم النفس التطوري تفسير الحب كوسيلة للبقاء، فالبشر يعتمدون على مساعدة الوالدين لفترة أطول من أعمارهم مقارنة بالثدييات الأخرى, وهنا يمكن اعتبار الحب بمثابة آلية لتعزيز واستمرار دعم الوالدين للطفل خلال هذه الفترة الزمنية الطويلة. حتى تشارلز داروين نفسه حدَّد خصائص فريدة للحب البشري مقارنة بالثدييات والكائنات الأخرى وأكَّد أنَّ الحب عامل رئيسي في دعم النظام الاجتماعي البشري الذي مكَّن من تطوُّر وسيطرة النوع البشري. من العوامل الهامة التي يجب ذكرها هنا أنَّ الأمراض المنقولة بالجنس بين البشر تُسبِّب انخفاض الخصوبة وأذيَّات للجنين وزيادة المضاعفات أثناء الولادة, وهذا كلُّه يدعم العلاقات الأحادية بين البشر على تعدُّد العلاقات.

## نظرية روبرت ستينرنبرغ
قدم روبرت ستينرنبرغ نظرية تعرف باسم نظرية مثلث الحب والتي تفسر مكونات الحب الثلاث، ألا وهي: الحميمية والشغف والالتزام.
- الحميمية هي وجود حالة من الترابط والشعور بحالة من الانتماء.
- الشغف هو وجود حالة من الاشتعال العاطفي والجنسي.
- الالتزام هو القرار بالاستمرار في هذه العلاقة إلى الأبد.

وأفضل أنواع العلاقات هي تلك التي يجتمع فيها المكونات الثلاثة.

### دراسة العالم جون غوتمان
قام العالم جون غوتمان بتجربة للتعرف على الأسباب التي تجعل العلاقات ناجحة، وتمت التجربة على النحو التالي:
تم توصيل الأزواج بأقطاب كهربائية وطلبوا منهم التحدث عن تحديات واجهوها ونجحوا فيها سويًا أو التحدث عن ذكرياتهم الإيجابية معًا، وتم قياس الأقطاب لتدفق الدم ومعدلات ضربات القلب وكذلك مدى التعرق، ثم تم متابعة هؤلاء الأزواج لمدة ست سنوات لمعرفة هل ستدوم العلاقة بينهم بشكل إيجابي أم ستتخللها الكراهية والسلبية، ومن البيانات التي جُمعت صنف غوتمان الأزواج إلى نوعان (disasters-masters) (أسياد-كوارث)، في عام 1990 قرر استكمال دراسته لمعرفة كيف يتمكن ال masters من إنجاح علاقاتهم، فقام بتصميم مختبر في حرم جامعة واشنطن وظهر كمكان لقضاء بعض الوقت والإفطار معًا، وقام بدعوة 130 من الأزواج المتزوجين حديثًا، ولاحظ أن «الأسياد» هم الأزواج الذين يوجد بينهم تعاون وشيء من التلقائية والمرح وكذلك المدح والثناء والعطاء المتبادل ويظهرون احترام متبادل لبعضهم البعض ومراعاة للمشاعر، أما «الكوارث» كانوا مستمرين في انتقاص وتحقير بعضهم البعض كما كانت قلة الثقة كانت ظاهرة في تعاملهم.

## نظرية التعلق
قام العالم جون بولبي بوضع نظرية التعلق والتي فسرت أنواع الناس في العلاقات تبعًا لطريقة نشأتهم في الصغر وأسلوب تربيتهم وُجِد أنه يوجد ثلاث أنماط شائعة من الناس في العلاقات وهم: (الشخص الآمن -المتجنب-القلق)
- الشخص الأمن (secure):‏[32]: ذلك الشخص الذي يكون آمن في علاقته من الطرف الآخر، يحب العطاء ولا يكون في حالة ذعر دائمة من فقد الطرف الآخر، كما أنه يتعامل باعتدال وحب وإخلاص ويبذل الكثير من الجهد لإنجاح العلاقة، كما أنه غالبا يكون متطور وناجح وسوي في علاقاته، ذلك الشخص قد نشأ في بيت يعطي الكثير من الحب والأمان غير المشروط وكان بيته مستقر بشكل واضح ويوجد احترام متبادل بين والديه.
- الشخص المتجنب (avoidant): يشعر دائمًا بعدم الأمان وأنه مهدد بفقد الطرف الآخر، يقوم دائمًا بالانسحاب من العلاقات وعدم الدخول في علاقات جديدة خوفاً من الفقد والألم، هذا النوع غالبًا ما يكون نشأ في أسرة لا تعبر عن حبها له إطلاقا وربما تكون أسرة غير مستقرة، فيشعر دائمًا أنه مهدد بالفقد.
- القلِق (preoccupied): هو ذلك الشخص الذي يكون دائمًا في حالة خوف مستمر من فقد الطرف الآخر إذا ارتكب خطأ أو تقصير، فيقرر التمسك به بشكل مبالغ فيه ربما يؤدي إلى إدمان مرضي، وهذا الشخص غالباً مايكون قد نشأ في بيت يقدم له الحب بشكل مشروط فهو مهدد دائمًا بفقد الحب والاحترام إذا لم يقوم بتنفيذ ما تم تكليفه به.

## انظر ايظا
- الحب في البلدان الاسلامية